# Claire-Mausmaki
Der Claire-Mausmaki (Microcebus mamiratra) ist eine auf Madagaskar lebende Primatenart aus der Gattung der Mausmakis innerhalb der Gruppe der Lemuren. Die Art wurde 2006 erstbeschrieben, der Name ehrt Claire Hubbard, deren Stiftung die Erforschung und Erhaltungsmaßnahmen der madagassischen Primaten finanziell unterstützten. Bei der 2007 beschriebenen Art Microcebus lokobensis dürfte es sich um die gleiche Art handeln.
Der Artzusatz mamiratra ist madagassisch und bedeutet „klar und farbintensiv“.

## Merkmale
Claire-Mausmakis sind mittelgroße Vertreter ihrer Gattung, sie erreichen eine Kopfrumpflänge von 12 bis 14 Zentimetern, wozu noch ein 15 bis 17 Zentimeter langer Schwanz kommt. Das Gewicht variiert zwischen 50 und 70 Gramm. Ihr Fell ist an der Oberseite rötlich-braun und am Bauch gelblich-weiß. Entlang der vorderen Hälfte des Rückens erstreckt sich ein weißer Aalstrich, der sich im hinteren Teil des Rückens verläuft. Der rundliche Kopf ist etwas leuchtender gefärbt als der Körper, die Augen sind als Anpassung an die nachtaktive Lebensweise vergrößert.

## Verbreitung und Lebensweise
Claire-Mausmakis sind auf der Insel Nosy Be vor der Nordwestküste Madagaskars endemisch. Ihr Lebensraum sind tropische Regenwälder.
Über die Lebensweise dieser neuentdeckten Art ist kaum etwas bekannt. Wie alle Mausmakis dürften sie nachtaktiv sein und tagsüber in Blätternestern oder Baumhöhlen schlafen. Sie halten sich meist auf Bäumen auf, wo sie sich auf allen vieren oder springend fortbewegen. Mausmakis sind meist Allesfresser, die vorwiegend Früchte und Insekten zu sich nehmen.

## Gefährdung
Es lassen sich derzeit keine Angaben über den Gefährdungsgrad des Claire-Mausmakis machen, allerdings sind Teile ihres Verbreitungsgebietes geschützt. Die IUCN listet die Art unter „zu wenig Daten vorhanden“ (data deficient).

## Belege
1. 1 2  Beolens, Watkins & Grayson: The Eponym Dictionary of Mammals. Johns Hopkins University Press, Baltimore 2009, ISBN 978-0-8018-9304-9, S. 79 (Claire).